# Zastava Ruande
Zastava Ruande usvojena je 25. listopada 2001.
Trobojka je plave, žute i zelene boje s tim da je u gornjem lijevom uglu plavog polja Sunce u drugoj nijansi žute boje.
Bivša je zastava promijenjena jer je podsjećala na genocid u Ruandi.